# Навстречу совести
«Навстречу совести» (узб. Виждон томон) — советский чёрно-белый художественный широкоэкранный драматический фильм, снятый в 1965 году режиссёром Альбертом Хачатуровым на киностудии «Узбекфильм».
Премьера состоялась 29 января 1966 года. Фильм посмотрели 5,5 млн зрителей.

## Сюжет
Профессор Махмудов после двадцати лет встречает своего бывшего коллегу Мирзу Сарварова, потерявшего память и работающего продавцом игрушек. Махмудов осознаёт свою вину за прошлые события и решает помочь вернуть Сарварову память, чтобы тот мог продолжить свои научные заслуги. С помощью врача и молодых сотрудников лаборатории они проводят эксперименты по восстановлению памяти, и благодаря глубокому потрясению, вызванному имитацией взрыва, Сарваров вспоминает, какие усовершенствования он собирался внести в аппарат. В конечном итоге, они вместе продолжают работу над важной проблемой в горнодобывающей промышленности.

## В ролях
- Шукур Бурханов — Махмудов
- Гурген Тонунц — Сарваров
- Нариман Латипов — Садык
- Лора Умарова — Азада
- Василий Козлов — Постолов
- Яйра Абдуллаева — Хатира

Роли дублировали:
- Григорий Гай — Махмудов
- Владимир Костин — Садык
- Ирина Губанова — Азада
- Николай Гаврилов — Постолов
- Лилия Гурова — Хатира

## Съёмочная группа
- Автор сценария: Фаттах Захидов
- Режиссёр-постановщик: Альберт Хачатуров
- Главный оператор: Хатам Файзиев
- Художник: Евгений Пушин
- Композитор: Икрам Акбаров
- Звукооператор: Евгений Шацкий
- Директор картины: Михаил Ишевский

Фильм дублирован на киностудии «Ленфильм»
- Режиссёр дубляжа: Максим Руф
- Звукооператор: Ирина Волкова